# La Vendelée
La Vendelée é uma comuna francesa na região administrativa da Normandia, no departamento Mancha. Estende-se por uma área de 5,06 km². Em 2010 a comuna tinha 496 habitantes (densidade: 98 hab./km²).